# Dzungarkhanatet
Dzungarkhanatet var en historisk stat som låg i nuvarande Sibiren och Centralasien, omfattande bland annat nuvarande Kazakstan och Kirgizistan mellan 1634 och 1758.
Det var en nomadisk monarki grundad av de mongoliska oiraterna. Deras religion var buddhism. 
Det erövrades av Kina 1758.